# 3310 Patsy
3310 Patsy este un asteroid din centura principală, descoperit pe 9 octombrie 1931 de Clyde Tombaugh.